# Нови Дулићи
Нови Дулићи су насељено мјесто у општини Гацко, Република Српска, БиХ. Према попису становништва из 1991. у насељу је живјело 169 становника.

## Географија
Нови Дулићи су смјештени између 43°01′ до 43°04′ сјеверне географске ширине и 18°38′ источно од гринича у горњем забаченом дијелу Гатачког поља и у благој удолини подножја планине Сомине и Троглава с ослонцем на тврду плочу Равни ситуирану у подножју Добрељице (1.892 м) и Косовог врха (1.646 м). Око села доминирају истакнуте географско-оронимне коте: Гат (1.120 м), Степен врх (1.228 м), Јажевица (1.114 м) и у средишту села на југоисточној страни узвишење Сић (1038 м) који одваја Нове од Старих Дулића.
Село граничи са Старим Дулићима на југоисточној, са Казанцима на истоку, с Добрељима на сјеверној и с Данићима на западној страни-заузевши централни предио испод планине Сомине (1.596 м) и Троглава (1.554 м) у низу околних села на крајњем јужном дијелу горњег Гатачког поља.
Дулиће окружују планине: с југа Сомина и Брезова гора с Крагујем (1.459 м), с југозапада Троглав, са истока Добрељица, са сјевера Косови врх и узвишење Гат (1.120 м).

## Становништво
Према попису становништва из 1991. године, мјесто је имало 169 становника.
| Националност | 1991. |
| Срби         | 169   |

| Демографија | Демографија | Демографија |
| Година      | Становника  | Становника  |
| ----------- | ----------- | ----------- |
| 1961.       | 194         |             |
| 1971.       | 206         |             |
| 1981.       | 196         |             |
| 1991.       | 169         |             |